# Finales de la NBA de 1958
Las Finales de la NBA de 1958 fueron las series definitivas de los playoffs de 1958 y suponían la conclusión de la temporada 1957-58 de la NBA, con victoria de St. Louis Hawks, campeón de la Conferencia Oeste, sobre Boston Celtics, campeón de la Conferencia Este. El enfrentamiento reunió hasta a 12 futuros miembros del Basketball Hall of Fame, incluidos sus respectivos entrenadores, Red Auerbach y Alex Hannum.

## Resumen
| Partido | Fecha       | Equipo local | Resultado | Equipo visitante |
| ------- | ----------- | ------------ | --------- | ---------------- |
| 1       | 29 de marzo | Boston       | 102-104   | St. Louis        |
| 2       | 30 de marzo | Boston       | 136-112   | St. Louis        |
| 3       | 2 de abril  | St. Louis    | 111-108   | Boston           |
| 4       | 5 de abril  | St. Louis    | 98-109    | Boston           |
| 5       | 9 de abril  | Boston       | 100-102   | St. Louis        |
| 6       | 12 de abril | St. Louis    | 110-109   | Boston           |

Hawks ganan las series 4-2

### Enfrentamientos en temporada regular
Durante la temporada regular, los Hawks y los Celtics se vieron las caras hasta en nueve ocasiones (la liga la formaban entonces 8 equipos), jugando cuatro encuentros en el Boston Garden, otros cuatro en el Kiel Auditorium y un noveno en la pista neutral de Filadelfia. En total fueron cinco victorias para Boston y cuatro para St. Louis.
| 22 de octubre | Boston Celtics | 115–90 | St. Louis Hawks |                                     |
|               |                |        |                 |                                     |
|               |                |        |                 | Pabellón: Kiel Auditorium, San Luis |

| 11 de noviembre | St. Louis Hawks | 92–94 | Boston Celtics |                                 |
|                 |                 |       |                |                                 |
|                 |                 |       |                | Pabellón: Boston Garden, Boston |

| 6 de diciembre | St. Louis Hawks | 97–111 | Boston Celtics |                                 |
|                |                 |        |                |                                 |
|                |                 |        |                | Pabellón: Boston Garden, Boston |

| 12 de diciembre | St. Louis Hawks | 97–94 | Boston Celtics |                                                 |
|                 |                 |       |                |                                                 |
|                 |                 |       |                | Pabellón: Philadelphia Civic Center, Filadelfia |

| 28 de diciembre | Boston Celtics | 107–112 | St. Louis Hawks |                                     |
|                 |                |         |                 |                                     |
|                 |                |         |                 | Pabellón: Kiel Auditorium, San Luis |

| 11 de enero | Boston Celtics | 98–102 | St. Louis Hawks |                                     |
|             |                |        |                 |                                     |
|             |                |        |                 | Pabellón: Kiel Auditorium, San Luis |

| 29 de enero | St. Louis Hawks | 101–111 | Boston Celtics |                                 |
|             |                 |         |                |                                 |
|             |                 |         |                | Pabellón: Boston Garden, Boston |

| 21 de febrero | Boston Celtics | 100–119 | St. Louis Hawks |                                     |
|               |                |         |                 |                                     |
|               |                |         |                 | Pabellón: Kiel Auditorium, San Luis |

| 5 de marzo | St. Louis Hawks | 102–109 | Boston Celtics |                                 |
|            |                 |         |                |                                 |
|            |                 |         |                | Pabellón: Boston Garden, Boston |

## Resumen de los partidos
| 29 de marzo                      | St. Louis Hawks                           | 104–102         | Boston Celtics                            | |  |  |
|                                  | Parciales: 17–23, 42–30, 21–30, 24–19     |                 |                                           | |  |  |
|                                  | Estadísticas Cliff Hagan 33 Bob Pettit 19 | Reporte Pts Reb | Estadísticas Bob Cousy 27 Bill Russell 29 | Pabellón: Boston Garden, Boston, Massachusetts Asistencia: 3.652 espectadores Árbitros: Arnie Heft, Mendy Rudolph |  |  |
| St. Louis lidera las series, 1–0 |                                           |                 |                                           | |  |  |
|                                  |                                           |                 |                                           | |  |  |

| 30 de marzo           | St. Louis Hawks                            | 112–136         | Boston Celtics                            |                                                                                |  |  |
|                       | Parciales: 25–33, 35–35, 28–38, 24–30      |                 |                                           |                                                                                |  |  |
|                       | Estadísticas Cliff Hagan 37 Cliff Hagan 12 | Reporte Pts Reb | Estadísticas Bob Cousy 25 Bill Russell 27 | Pabellón: Boston Garden, Boston, Massachusetts Asistencia: 10 249 espectadores |  |  |
| Series empatadas, 1–1 |                                            |                 |                                           |                                                                                |  |  |
|                       |                                            |                 |                                           |                                                                                |  |  |

| 2 de abril                       | Boston Celtics                               | 108–111         | St. Louis Hawks                          |                                                                             |  |  |
|                                  | Parciales: 25–23, 24–26, 26–34, 33–28        |                 |                                          |                                                                             |  |  |
|                                  | Estadísticas Frank Ramsey 29 Bill Russell 13 | Reporte Pts Reb | Estadísticas Bob Pettit 32 Bob Pettit 19 | Pabellón: Kiel Auditorium, San Luis, Misuri Asistencia: 10 148 espectadores |  |  |
| St. Louis lidera las series, 2–1 |                                              |                 |                                          |                                                                             |  |  |
|                                  |                                              |                 |                                          |                                                                             |  |  |

| 5 de abril            | Boston Celtics                                       | 109–98          | St. Louis Hawks                           |                                                                             |  |  |
|                       | Parciales: 25–16, 32–35, 27–20, 25–27                |                 |                                           |                                                                             |  |  |
|                       | Estadísticas Bob Cousy 24 tres jugadores 13 cada uno | Reporte Pts Reb | Estadísticas Cliff Hagan 27 Bob Pettit 17 | Pabellón: Kiel Auditorium, San Luis, Misuri Asistencia: 10 216 espectadores |  |  |
| Series empatadas, 2–2 |                                                      |                 |                                           |                                                                             |  |  |
|                       |                                                      |                 |                                           |                                                                             |  |  |

| 9 de abril                       | St. Louis Hawks                          | 102–100         | Boston Celtics                               |                                                                                |  |  |
|                                  | Parciales: 26–18, 32–25, 26–27, 18–30    |                 |                                              |                                                                                |  |  |
|                                  | Estadísticas Bob Pettit 33 Bob Pettit 21 | Reporte Pts Reb | Estadísticas Frank Ramsey 30 Tom Heinsohn 20 | Pabellón: Boston Garden, Boston, Massachusetts Asistencia: 13 909 espectadores |  |  |
| St. Louis lidera las series, 3–2 |                                          |                 |                                              |                                                                                |  |  |
|                                  |                                          |                 |                                              |                                                                                |  |  |

| 12 de abril                    | Boston Celtics                              | 109–110         | St. Louis Hawks                          |                                                                             |  |  |
|                                | Parciales: 18–22, 34–35, 25–21, 32–32       |                 |                                          |                                                                             |  |  |
|                                | Estadísticas Bill Sharman 26 Arnie Risen 13 | Reporte Pts Reb | Estadísticas Bob Pettit 50 Bob Pettit 19 | Pabellón: Kiel Auditorium, San Luis, Misuri Asistencia: 10 216 espectadores |  |  |
| St. Louis gana las series, 4–2 |                                             |                 |                                          |                                                                             |  |  |
|                                |                                             |                 |                                          |                                                                             |  |  |

Los Celtics se presentaron en las Finales con su jugador clave, Bill Russell, tocado por las lesiones. Los Hawks se aprovecharon de esa circunstancia, llevándose el primer partido en el Boston Garden por un apretado 104-102. Los Celtics reaccionaron en el segundo encuentro, barriendo a los Hawks de la pista con un abutado marcador de 136-112.
La serie se trasladó al Kiel Auditorium de St. Louis, y en ese tercer partido Russell acabó por romperse la rodilla. Los Hawks se hicieron con el partido por 111-108. Contra pronóstico, sin Russell en sus filas, los Celtics ganaron el cuarto partido por 109-98, pero estaban muy perjudicados en su juego interior. A la lesión de Russell había que añadir la de Jim Loscutoff, que se perdió la temporada entera, dejando al veterano Arnie Risen y a Tom Heinsohn solos debajo de los tableros.
A pesar de todo, los Hawks sufrieron en el quinto encuentro para ponerse con ventaja en la eliminatoria, ganando únicamente por dos puntos, 102-100. De vuelta en el Kiel Auditorium, los Hawks no podían desaprovechar su gran oportunidad. Y de eso se encargó Bob Pettit, quien, tras anotar 31 puntos en los tres primeros cuartos, decidió el encuentro y la serie en un espectacular último cuarto, en el cual consiguió 19 de los últimos 21 puntos de su equipo. Su última canasta, un palmeo a falta de 15 segundos del final, puso a su equipo con un insalvable 110-107. Los Celtics anotaron una última canasta, pero fue insuficiente, ganando el equipo local 110-109.
Los 50 puntos de Pettit igualaron el récord de anotación en un partido de playoffs conseguido por Bob Cousy ante Syracuse Nationals en 1953, pero Cousy lo logró en un partido con 4 prórrogas, y 30 de sus puntos llegaron desde la línea de tiros libres.